# هانگانگنو-دونگ
هانگانگنو-دونگ (به لاتین: Hangangno-dong) یک منطقهٔ مسکونی در کره جنوبی است که در Yongsan District واقع شده‌است.